# Creences tradicionals Anishinaabe

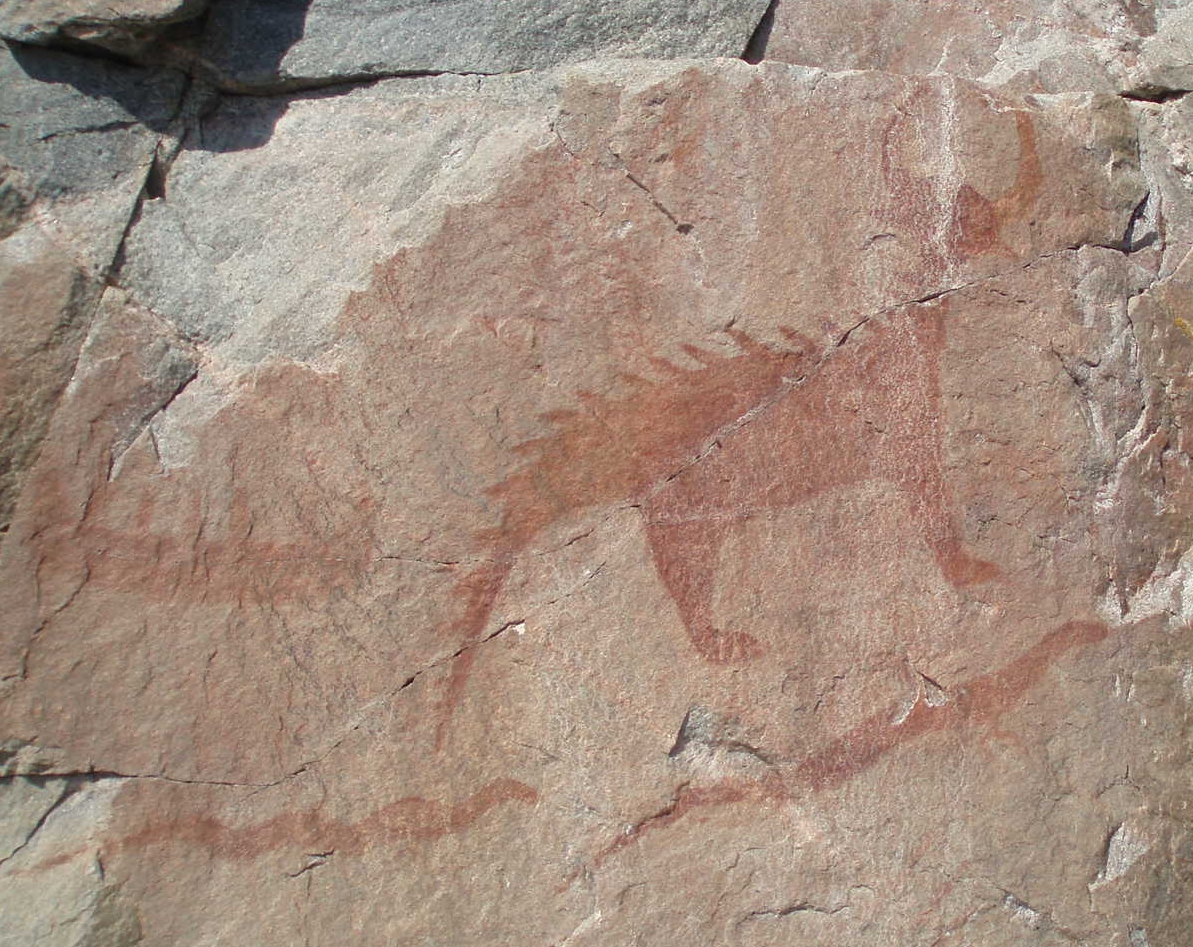
Imatge sobre una roca d'una pantera submarina (mishibizhiw), així com dues serps i una canoa, atribuïdes al poble ojibwe. Des del Parc Provincial del Llac Superior, Ontario.

Les creences tradicionals Anishinaabe cobreixen el sistema tradicional de creences dels pobles anishinaabe, que consisteixen en els algonquins / nipissing, ojibwa / chippewa / saulteaux / mississaugas, odawa, potawatomi i oji-cree, situats principalment a la regió dels Grans Llacs de l'Amèrica del Nord.

## Societats de Medicina
Els Anishinaabe tenen quatre societats de medicina diferents.

### Midewiwin
El Midewiwin (també escrit Midewin i Medewiwin) és la Gran Societat de Medicina dels grups indígenes de les Províncies marítimes del Canadà, Nova Anglaterra i dels Grans Llacs d'Amèrica del Nord. Els seus practicants són anomenats midew i les pràctiques de Midewiwin anomenen la Mesura. La societat Midewiwin és una religió animista secreta, que requereix una iniciació i després progressa a quatre nivells de practicants, anomenats "graus". De tant en tant, els Midew masculins es diuen Midewinini, que de vegades es tradueix com "home de medicina".

### Waabanowin
El Waabanowin (també deletrat Wabuowin, Wabunohwin i Wabunohiwin) és la Societat de l'Aurora, també anomenada en algun moment indegudament "Societat de l'Alba Màgica". Els seus professionals es diuen Waabanow i les pràctiques de Waabanowin es denominen Waabano. Els Wabanowin són una societat diferent de visionaris. Com el Midewiwin, el Waabanowin és una religió animista secreta que requereix una iniciació. Però, a diferència dels Mide, els Waabano tenen de vegades dos nivells i de vegades quatre. Aquesta variació depèn de la logia en particular. Van ser empresonats sistemàticament en hospitals mentals pel govern dels Estats Units a finals del segle xix i principis del segle xx. A causa d'aquesta persecució, els Waabanowin van passar a la clandestinitat i han començat a tornar a aparèixer des de l'aprovació de la Llei de llibertat religiosa dels indis americans. Les cerimònies i tradicions estan molt vigilades.

### Jiisakiiwin
Els Jiisakiiwin també es coneixen com la tenda de sacsejar o la tenda dels malabaristes. Entre els Anishinaabeg, un líder espiritual particularment poderós i respectat que s'havia entrenat des de la infantesa s'anomena Jaasakiid o Jiisakiiwinini, també conegut com a “malabarista” o “Vident de la tenda sacsejadora”.

### Història de la migració
Segons la història oral dels Anishinaabeg, originàriament vivien a la vora de la "Gran Aigua Salada" (presumiblement a l'Oceà Atlàntic prop del Golf de Sant Llorenç). Se'ls va instruir per set profetes de seguir una closca sagrada miigis (White Shell) cap a l'oest, fins que van arribar a un lloc on el menjar va créixer sobre l'aigua. Van començar la seva migració algun temps cap al 950, parant-se en diversos punts diverses vegades al llarg del camí, sobretot a Baawitigong, Sault Ste. Marie, on van romandre molt de temps, i on dos subgrups van decidir quedar-se (aquests es van convertir en els Potawatomi i Ottawa). Finalment, després d'un truc de dos dels clans, els altres clans van viatjar cap a l'oest (vegeu el relat d'aquest incident de William Warren) i van arribar a les terres salvatges de Minnesota i Wisconsin (l'arròs salvatge era l'aliment que creixia sobre l'aigua) i van fer Mooningwanekaaning minis (Illa Madeline: "Illa del Picot escapulat oriental") la seva nova capital. En total, la migració va trigar uns cinc segles.
Després de la migració, hi va haver una divergència cultural que separava el Potawatomi de l'Ojibway i Ottawa. Particularment, els Potawatomi no van adoptar les innovacions agrícoles descobertes o adoptades pels Ojibway, com ara el complex de cultius Three Sisters, les eines de coure, l'agricultura conjugal col·laborativa i l'ús de canoes en la collita d'arròs.

### Històries de Nanabozho
Nanabozho (també conegut per diversos altres noms i grafies, inclosos Wenabozho, Menabozho i Nanabush) és una figura del murri i un heroi de la cultura que apareix com a protagonista d'un cicle d'històries que serveix com a creença d'origen anishinaabe El cicle, que varia una mica de comunitat a comunitat, explica la història de la concepció, el naixement i les aventures posteriors de Nanabozho, que impliquen interaccions amb l'esperit i els éssers animals, la creació de la Terra i l'establiment del Midewiwin. El cicle del mite explica l'origen de diverses tradicions, inclosos els costums de dol, les creences sobre el més enllà i la creació de la planta sagrada asemaa (tabac)

### Altres històries
- Aayaase (també conegut com "Aayaash" o "Iyash")
- Shingebiss